# Шталь, Ирина Владимировна
Ирина Владимировна Шталь (10 мая 1934 или 1934 — 19 апреля 2006) — советский российский филолог.
Доктор филологических наук, профессор. Член-корреспондент Петровской академии наук и искусств.

## Биография
Выпускница кафедры классической филологии МГУ (1957).
Канд. дисс. «Человек в поэзии Гая Валерия Катулла» (М., 1963).
Руководитель научно-исследовательской группы «Античная литература и культура» Института мировой литературы РАН.